# حسین انصاریان
حسین انصاریان (زادهٔ ۱۸ آبان ۱۳۲۳) روحانی شیعه و مفسر قرآن اهل ایران است.

## زندگی‌نامه
حسین انصاریان زاده ۱۸ آبان ۱۳۲۳ خوانسار، پدرش محمدباقر از خاندان انصاریان و مادرش از سادات مصطفوی آن شهر بود. حسین انصاریان عموی علی انصاریان فوتبالیست و بازیگر فقید ایرانی است.

### مهاجرت به تهران
خانواده او از سه سالگی‌اش به شهر تهران آمده و در خیابان خراسان ساکن شدند. در شش سالگی به مدرسه برهان رفت. بعد از اتمام کلاس سوم خانواده‌اش به دلیل مشکلات اقتصادی به خوانسار برگشت. در خوانسار در مدرسه جامعه تعلیمات تحصیل کرد. پس از دو سال تحصیل همراه خانواده به تهران بازگشت. کلاس ششم را در مدرسه برهان خواند. تحصیلات مقدماتی حوزوی (ادبیات) را در تهران تحت تعلیم علی اکبر برهان و علی فلسفی امامان جماعت مسجد لرزاده فرا گرفت. سپس راهی قم شد.

### فعالیتهای انقلابی
قبل از ملبس شدن در ۱۷ سالگی بعد از درس برای شرکت در سخنرانی خمینی در کوچه یخچال قاضی به منزل او می‌رفت. همزمان به پخش اعلامیه‌های خمینی اقدام می‌کرد. ساواک او را متهم به دفاع از خمینی کرد. در منبری (۲۱ رمضان) شاه و دولتش را واجب القتل دانست که، ساواک به خانه‌اش آمده او را دستگیر کرد. در دوره انقلاب به تبلیغ پرداخت و در زمان جنگ با حضور در جبهه‌ها تبلیغ می‌کرد.

## تحصیلات
انصاریان پس از دورهٔ دبیرستان، راه طلبگی را در پیش گرفت و پس از مشورت با مهدی الهی قمشه‌ای دروس طلبگی را آغاز کرد.
تحصیلاتش در دو حوزهٔ علمیهٔ تهران و قم بوده است. در تهران ادبیات را آغاز می‌کند و پس از آن، کتاب معالم الاصول، لمعتین و معالم را نزد علی فلسفی می‌آموزد. سپس به حوزهٔ علمیهٔ قم مهاجرت می‌کند. در حوزهٔ علمیهٔ قم به محضر شیخ عباس طهرانی می‌رسد و با او به تعامل می‌پردازد. همچنین، در جلسات اخلاقیِ حسین فاطمی شرکت می‌کند. او در این زمینه می‌گوید:
«غالب سخنرانی‌های اخلاقی آیت‌الله فاطمی همراه با اشک چشم و شور و حال از جانب خود آن مرحوم و شاگردان بود».
سرانجام به دست عباس طهرانی ملبس به لباس روحانیت می‌شود و تحصیلات خود را اینگونه ادامه می‌دهد:
رسائل و مکاسب و کفایه را نزد افرادی مانند: مصطفی اعتمادی تبریزی، محمدفاضل لنکرانی، صالحی نجف‌آبادی و یوسف صانعی فرامی‌گیرد. پس از اتمام سطوح عالیه وارد مرحله استنباطی فقه و اصول - درس خارج - می‌گردد. در این قسمت هم نزد افرادی چون: سید محمد محقق داماد، حسینعلی منتظری، ابوالفضل نجفی خوانساری و بالاخص سالیانی، میرزا هاشم آملی علومی فرا می‌گیرد، که حاصل این برهه از ایام تحصیلی انصاریان، تقریرات فقه و اصول درس میرزا هاشم آملی است که او به رشته تحریر درآورده است.
انصاریان در قم با عباس تهرانی ارتباط داشت و در جلسات اخلاقی حسین قمی و از دروس مراجع وقت مانند: سید محمدهادی میلانی، آخوند ملاعلی معصومی همدانی، میرزا خلیل کمره‌ای، گلپایگانی، سید احمد خوانساری، سیدشهاب‌الدین مرعشی نجفی و سید روح‌الله خمینی شرکت کرد.

## استادان
- علی اکبر برهان امامت جماعت مسجد لرزاده که استاد او را بی همتا می‌دانست.[۷]
- علی فلسفی، در تهران امام جماعت بعد از درگذشت برهان.
- سید محمدتقی غضنفری خوانساری از فقهاء شهر خوانسار و مؤسس و اقامه‌کننده نماز جمعه در ایران قبل از سال ۱۳۱۴ و امام جماعت مسجد دو راه خوانسار.
- سید حسین علوی خوانساری که از مجتهدان خوانساری بود
- سید محمدعلی ابن الرضا خوانساری است که انصاریان از کودکی به مناسبت نسبت فامیلی که با خوانساری داشت، با او حشر و نشر داشت.

از جمله افرادی که انصاریان با آن ارتباط داشته می‌توان از مهدی الهی قمشه‌ای نام برد که انصاریان در جلسه اخلاق او حضور داشته است.

## فعالیتها و دیدگاه‌ها

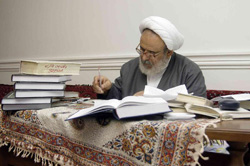
حسین انصاریان در حال مطالعه در اتاق شخصی

وی سال‌ها به تبلیغ دینی مشغول است و معمولاً در حسینیه همدانی‌های تهران به صورت سنتی منبر می‌رود. به مسائل اجتماعی و فرهنگی نیز ورود دارد. از جمله بر شبهات سریال یوسف پیامبر نقد داشته است، به برگزاری جشن‌های نوروز طی نامه ۲۸ اسفند ۸۹ به رئیس‌جمهور انتقاد کرده و نوشته است: «آقای رئیس‌جمهور برگزاری جشن نوروز در تخت جمشید، خاطره پهلوی را زنده می‌کند». و از مصاحبه رئیس‌جمهور با خبرنگار زن بی‌حجاب اسپانیایی در ایران انتقاد کرده و بی‌توجهی به حجاب اسلامی را بخاطر مصالح سیاسی و خوشایند جهانیان جایز ندانسته است. اولین و مهم‌ترین موضع سیاسی او در سال ۷۶ بود که در انتخابات ریاست جمهوری برخلاف روحانیان سرشناس که از ناطق نوری حمایت می‌کردند، او جانب ری شهری را گرفت و نشان داد که میلی به راست‌گرایی ندارد. مستمعین او بیشتر سنتی‌های خیابان‌های قدیمی بازار تهرانند.

### انتقاد از قسمتی از سریال یوسف پیامبر
وی در انتقادی از این سریال بیان داشته سریال نشان می‌داد که یوسف در قسمتی او را به مبعوث شدن به پیامبری نشان داد، در ادامه به خاطر این که به ساقی شاه گفت به شاه بگو فردی بیگناه در زندان است و در مقام آزادی او باشد، با گریه و زاری چند بار اعلام به خطا و اشتباه و گناه کرد و دامن نبوت را آلوده به گناه و خطا نشان داد.

## آثار
در حوزه علمی و دینی، ۴هزار نوار سخنرانی و بیش از ۴۰ عنوان کتاب -حدود ۸۰ جلد- از حسین انصاریان ثبت شده است.

### تالیفات
1. ترجمه قرآن کریم.
2. ترجمه نهج البلاغه.
3. ترجمه صحیفه سجادیه.
4. ترجمه و بازنویسی مفاتیح الجنان.
5. شرح دعای کمیل. چاپ جدید
6. اهل بیت (علیهم السلام) عرشیان فرش نشین.
7. معاشرت.
8. جلوه‌های رحمت الهی.
9. فرهنگ مهرورزی.
10. عبرت آموز.
11. زیبایی‌های اخلاق.
12. توبه آغوش رحمت.

۱۳- بربال اندیشه (جلد ۱).
۱۴- بر بال اندیشه (جلد ۲) - (در دست چاپ).
1. با کاروان نور.
2. سیمای نماز.
3. لقمان حکیم.
4. فروغی از تربیت اسلامی.
5. رسائل حج.
6. دیوان اشعار (مجموعه غزلیات).

۲۱- پرسش‌ها و پاسخها- ۵ مجلد (در دست چاپ).
1. نظام خانواده در اسلام.
2. مونس جان.

۲۴- عرفان اسلامی (شرح مصباح الشریعه) ۱۵ مجلد. چاپ جدید.
۲۵- دیار عاشقان (شرح صحیفه سجادیه) ۱۵ مجلد. (در دست چاپ).
۲۶- سیری در معارف اسلامی جلد۱ (عقل کلید گنج سعادت).
۲۷- سیری در معارف اسلامی جلد۲ (عقل محرم راز ملکوت).
۲۸- سیری در معارف اسلامی جلد۳ (حدیث عقل و نفس).
| ۲۹- مجموعه سخنرانی‌های موضوعی (۲۰ عنوان) قطع جیبی. 1. اسلام و کار و کوشش. 2. اسلام و علم و دانش. 3. امام حسن بن علی (علیه السلام) را بهتر بشناسیم. 4. معنویت، اساسی‌ترین نیاز عصر ما. 5. بسوی قرآن و اسلام. 6. مرز روشنایی (دیوان اشعار). 7. مناجات عارفان (دیوان اشعار). 8. چشمه سار عشق (دیوان اشعار). 9. گلزار محبت (دیوان اشعار). 10. عبرتهای روزگار. 11. نسیم رحمت. 12. اخلاق خوبان. 13. در بارگاه نور. 14. چهل حدیث حج. 15. حج وادی امن. 16. چهره‌های محبوب و منفور قرآن. 17. ادب و آداب زائر 18. راهی بسوی اخلاق اسلامی. 19. ولایت و رهبری از دیدگاه نهج البلاغه. 20. مجموعه مقالات. 21. عبودیت. 22. شفا در قرآن. 23. نفس. 24. اسلام دین آسان. 25. تقریرات درس آیت‌الله العظمی حاج میرزا هاشم آملی (مخطوط). 26. تقریرات درس خارج آیت‌الله العظمی حاج شیخ ابوالفضل نجفی خوانساری (مخطوط). |

### آثار ترجمه‌شده
| 1. با کاروان نور (انگلیسی). 2. نظام خانواده در اسلام (انگلیسی). 3. نظام خانواده در اسلام (اردو). 4. نظام خانواده د ر اسلام (روسی). 5. نظام خانواده در اسلام (ترکی استانبولی). 6. نظام خانواده در اسلام (عربی). 7. شرح دعای کمیل (عربی). 8. شرح دعای کمیل (اردو). 9. شرح دعای کمیل (انگلیسی). 10. توبه آغوش رحمت (عربی). | 1. توبه آغوش رحمت (انگلیسی). 2. توبه آغوش رحمت (عربی). 3. توبه آغوش رحمت (اردو) 4. لقمان حکیم (اردو). 5. دیار عاشقان (انگلیسی) دوجلدی. 6. اهلب بیت (اردو). 7. اهل بیت (عربی). 8. اهل بیت (انگلیسی). 9. اهل بیت (روسی). |